# Sebastian Alojzy Sierakowski
Sebastian Alojzy Sierakowski herbu Ogończyk (ur. 9 stycznia 1743 w Bogusławicach, zm. 9 sierpnia 1824 w Krakowie) – architekt, jezuita, proboszcz krakowskiej kapituły katedralnej w 1818 roku, kawaler Orderu św. Stanisława.

## Życiorys
Studia odbywał w Jarosławiu i we Lwowie. Od 1774 kanonik katedralny krakowski i kustosz koronny, później senator Wolnego Miasta Krakowa. W 1790 roku był członkiem duchownym Komisji Porządkowej Cywilno-Wojskowej województwa krakowskiego dla powiatów proszowskiego i krakowskiego.
Wybudował według własnego planu kościół w Pleszowie pod Krakowem, wzniesiony w 1806 roku. Był autorem planu regulacji dzielnicy Marywil i urządzenia pałacu królewskiego w Warszawie. Na przyjazd Stanisława Augusta wykonał projekt restauracji zamku wawelskiego (1787). Przystąpił do Konfederacji Generalnej Królestwa Polskiego w 1812 roku. Projektował odbudowę zburzonego ratusza w Krakowie, sukiennic krakowskich (1818) oraz dwór w Radziszowie. Również w 1818 przedstawił Senatowi Wolnego Miasta Krakowa projekt monumentalnych studni-fontann, które miały stanąć na czterech rogach Rynku Głównego i na dzisiejszym placu Dominikańskim (wówczas ul. Szeroka). Projekt przewidywał ozdobienie studni rzeźbami o treści historyczno-patriotycznej. Studnie te miały zastąpić prymitywne drewniane zbiorniki na wodę (rząpie), będące elementem dawnego systemu wodociągowego miasta. Plany Sierakowskiego nie doczekały się realizacji z powodu braku funduszów. Był autorem pierwotnego projektu altany rządowej w Krakowie. Z projektów pomnikowych Sierakowskiego wykonany został nagrobek Kopernika w kościele św. Anny w Krakowie i prezbiterium kościoła Norbertanek na Zwierzyńcu. Na jego zlecenie malarz Michał Stachowicz wykonał kopie rysunków grobów na Wawelu, które Sierakowski przesłał wraz z dedykacją Stanisławowi Kostce Potockiemu prezesowi Komisji Rządowej Wyznań Religijnych i Oświecenia Publicznego.
Prace teoretyczne: „Architektura obejmująca wszelki gatunek murowania i budowania” (2 t., 1812), jest jedynym polskim dziełem encyklopedycznym o architekturze, mimo konserwatywnego charakteru zawiera pozytywną ocenę narodowej i ludowej tradycji architektonicznej. Drugie dzieło: „Rzecz o tanim... sposobie murowania w Krakowie domów na przedmieściach” (Kraków, 1817) w rękopisie.
Był członkiem lóż wolnomularskich w Paryżu i Lwowie, mówcą loży Cnotliwy Sarmata. W XVIII wieku był członkiem loży wolnomularskiej Świątynia Izis.